# Мероэ

Реконструированная, согласно Геродоту (V век до н. э.), карта с указанием города Мероэ.

Мероэ — древний город на территории современного Судана, ставший столицей государства Куш после разорения Напаты фараоном Древнего Египта Псамметихом II в VI в. до н. э. Располагается на восточной стороне Нила между Асуаном и Хартумом. Языком государства Куш мероитского периода был мероитский язык. Культура Мероэ находилась под сильным влиянием Древнего Египта. В первых веках до н. э. — первых веках н. э. Мероэ успешно противостоял вторжениям римлян, но пал в связи с непрерывными рейдами аксумитов в первой четверти IV века.

## История Мероэ
Первые поселения на месте Мероэ начали возникать, по-видимому, ещё в VIII в. до н. э. После завоевания Египта Ассирией в 671 до н. э. на территории исторической области Куш образовалось царство с центром в городе Напата.
Во второй половине VI века до н. э. столица государства была перенесена в Мероэ (отсюда — Мероитское царство). После перенесения столицы Напата сохранила значение религиозного центра. Здесь располагались царские гробницы — пирамиды, проводилась коронация царей, избрание которых утверждалось жрецами.
Около середины III века до н. э. царь Мероэ Эргамен (Ирк-Амон) положил конец политическому влиянию напатских жрецов, которые до того имели возможность низлагать неугодных им царей и выдвигать кандидатуры их преемников. Сохранились сведения о том, что царь эллинистического Египта Птолемей IV и царь Эргамен поддерживали постоянные дипломатические связи. С этого времени власть царя, как полагают, становится наследственной, Мероэ превращается также в религиозный и культурный центр.
В период персидского господства в Египте Мероитское царство утратило ряд своих северных территорий. Во II—I веках до н. э. в связи с упадком политического могущества державы Птолемеев и обострением социальной борьбы внутри Египта Мероитское царство стало вмешиваться в египетские дела, поддерживая народные движения на юге Египта. Когда римляне в 30 году до н. э. овладели Египтом и население Фиваиды пыталось организовать им отпор, поднимая восстания, отряды эфиопов под предводительством кандаки вторглись в Египет, но были отброшены, а египтяне усмирены. В 23 году до н. э. войска римлян во главе с префектом Гаем Петронием овладели Напатой, присоединили северную Эфиопию к римской провинции Египет.
С III века н. э. царство начало приходить в упадок. На территории Мероитского царства образовались государства Алва, Мукурра, Нобатия.
У мероитского образца MIS-TM и позднемероитского образца MIS-TMT из некрополя Миссиминия (Missiminia Necropolis) в районе Абри (Abri) в Верхней Нубии (350 год до н. э. — 350 год н. э.) определили митохондриальную гаплогруппу H2.

## Современность
Первым из европейцев пирамиды Мероэ достиг Линан де Бельфон в 1821 году. В том же году они были впервые исследованы французским учёным и путешественником Фредериком Кайо. В 1834 году сюда предпринял экспедицию итальянский авантюрист Джузеппе Ферлини. В поисках сокровищ Ферлини разрушил порядка 40 пирамид, 5 из них были уничтожены до основания. Считается, что чтобы достигнуть своей цели, Ферлини использовал взрывчатку.
Раскопки Мероэ археологами начались в 1902 году. В 1909—1914 годах их вёл английский археолог Джон Гарстанг (однако их результаты никогда не были опубликованы), в 1920—1923 годах царские некрополи исследовал американский учёный Джордж Рейснер. Большое значение имели раскопки Мероэ английским археологом Питером Шинни. В 1911 году английским археологом Джоном Кроуфутом был описан административно-храмовый комплекс Абу-Эртейла, находящийся в 7,5 километрах к югу от Мероэ. Раскопки комплекса были возобновлены в начале XXI века.
С января 2009 года в 9 км к югу от Мероэ на археологическом памятнике Абу Эртейла Мероитской цивилизации I—III веков работает российско-итальянская археологическая экспедиция.
В 2011 году Мероэ с расположенными неподалёку археологическими зонами Мусавварат-эс-Суфра и Нага было объявлено ЮНЕСКО памятником Всемирного наследия человечества.

## Пирамиды Мероэ
Захоронения времён царства Куш расположены в окрестностях Мероэ в трёх местах, называемые кладбищами Бегаравая (англ. Begarawiyah):
- Южное кладбище с девятью королевскими пирамидами (пять пирамид фараонов и четыре — королев). Кроме больших пирамид на этом кладбище также находятся сто девяносто пять захоронений меньших размеров.
- На Северном кладбище находятся сорок одна королевская пирамида: тридцать пирамид фараонов, шесть пирамид королев и пять пирамид членов королевских семей. Кроме пирамид, на этом кладбище расположены ещё три захоронения.
- Западное кладбище — некоролевские захоронения. Всего сто тринадцать могил[4].

### Пирамиды Южного кладбища

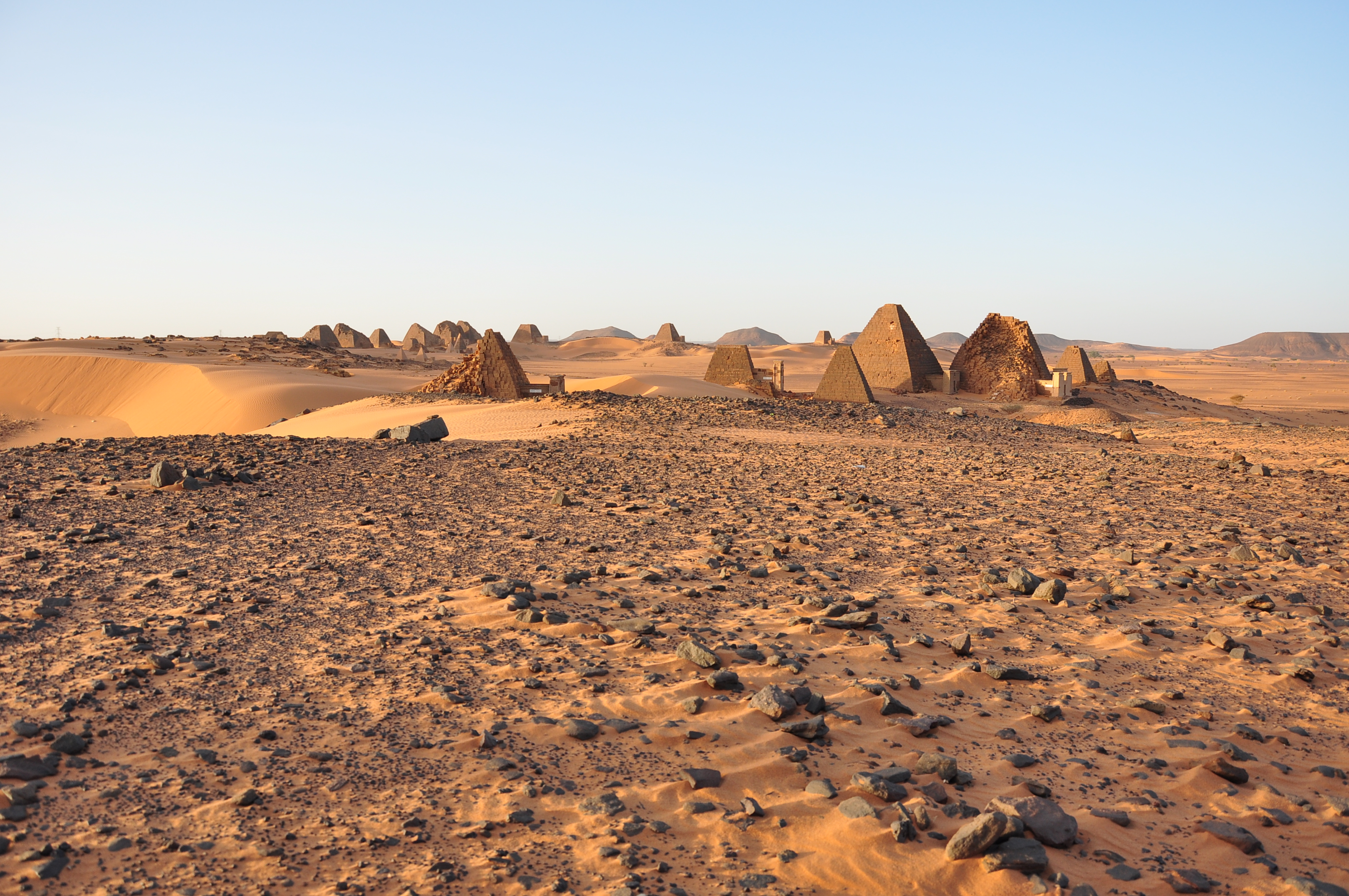
Южное кладбище Мероэ

Захоронения Южного кладбища датируются 720—300 гг. до н. э. Пирамиды Южного кладбища:
- Beg.S 1 — Пирамида царицы (имя неизвестно)
- Beg.S 2 — Пирамида царицы (имя неизвестно)
- Beg.S 3 — Пирамида царицы (имя неизвестно)
- Beg.S 4 — Сестра фараона, мать фараона Кенрет (Салеран (?), или Салува (?))
- Beg.S 5 — Фараон Анх-нефер-лб-ре Йешруваман (или Амонасрува, или Йешрува-мери-амон)
- Beg.S 6 — Фараон Аманисло, или фараон Аркамани I
- Beg.S 9 — Пирамида царицы (имя неизвестно)
- Beg.S 10 — Фараон Калка Калталиy
- Beg.S 20 — Царевич Ветерикен (?), сын Аманиастабарка, или Сиаспика[6]
- Beg.S 85 — Царевна Мернуа, современница (родственница (?)) фараона Сиаспика — Аспелта[6]
- Beg.S 500 — Царевич Карлбен, сын фараона Сиаспика, или фараона Насахма[6]
- Beg.S 503 — Царица Хенува (времён фараона Настасена)[5]

### Пирамиды Северного кладбища

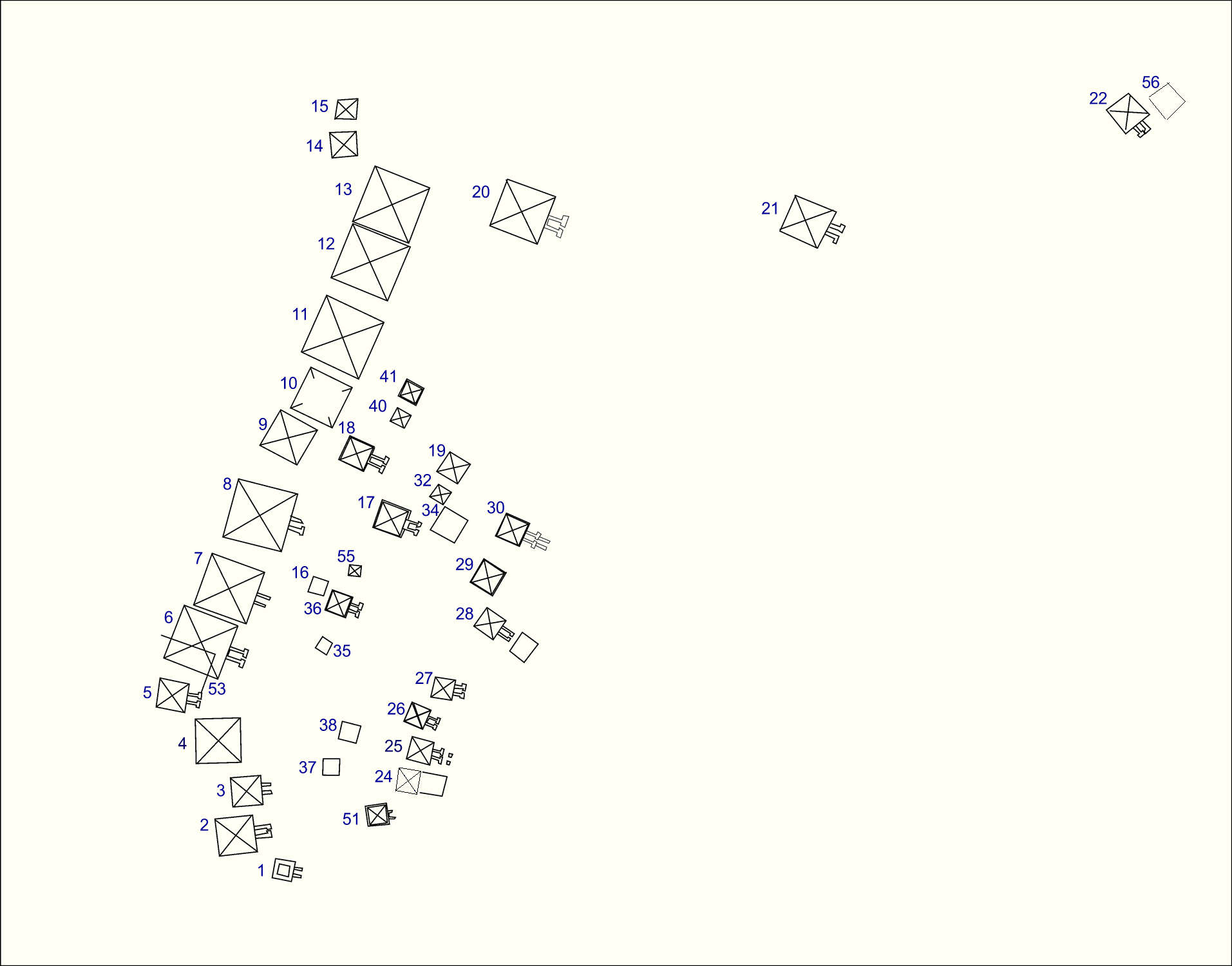
Северное кладбище Мероэ

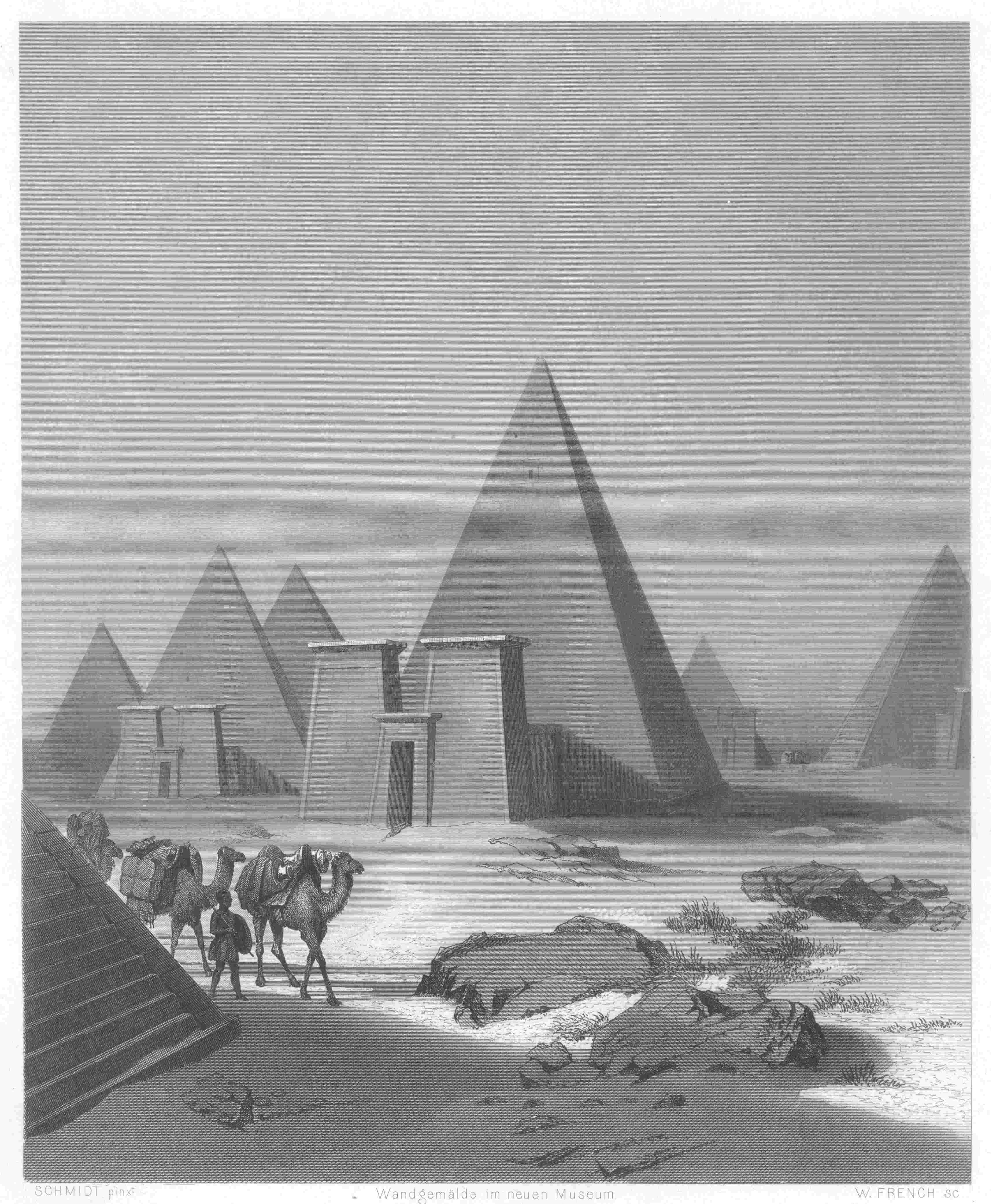
Мероэ на литографии 1850 года

Вероятно, когда на южном кладбище закончились свободные места, захоронения продолжились на северном кладбище. Королевские захоронения северного кладбища датируются 300 гг. до н. э. — 350 гг. н. э.:
- Beg. N1 — Царица Куша Аманиторе
- Beg. N2 — Фараон Аманихабале[5]
- Beg. N3 — Пирамида царицы (имя неизвестно)
- Beg. N4 — Фараон Аманитека
- Beg. N5 — Царевич Ариканкарер, сын царицы Аманиторе
- Beg. N6 — Царица Куша Аманишакете
- Beg. N7 — Фараон Аркамани II
- Beg. N8 — Нахирка (?) (Нехенсан-мери-Исис (?))
- Beg. N9 — Фараон Табрико (Адикаламани (?))
- Beg. N10 — Фараон Шеракарер (?)
- Beg. N11 — Царица Нахирка (?) Царица Шанакдакете (?)
- Beg. N12 — Царица Куша Шанакдакете
- Beg. N13 — Пирамида фараона (Накринсан (?))
- Beg. N14 — Пирамида фараона (имя неизвестно)
- Beg. N15 — Пирамида фараона (имя неизвестно)
- Beg. N16 — Фараон Ахестем (?)
- Beg. N17 — Фараон Аманитенмемиде, Небмаатре I
- Beg. N18 — Царица Аманикаташан, Фараон Аманханевел (?), Небмаатре II
- Beg. N19 — Фараон Терикенивал
- Beg. N20 — Пирамида фараона (имя неизвестно)
- Beg. N21 — Пирамида фараона (имя неизвестно)
- Beg. N22 — Фараон Натакамани
- Beg. N24 — Пирамида фараона (имя неизвестно)
- Beg. N25 — Пирамида фараона (имя неизвестно)
- Beg. N26 — Пирамида королевы (имя неизвестно)
- Beg. N27 — Пирамида фараона (имя неизвестно)
- Beg. N28 — Фараон Такидеамани
- Beg. N29 — Фараон Такизермани
- Beg. N30 — Пирамида фараона (имя неизвестно)
- Beg. N32 — Пирамида королевы (имя неизвестно)
- Beg. N34 — Фараон Артаниземе, Хепаркаре III
- Beg. N35 — Манитерара(зе), Терарамани
- Beg. N36 — Пирамида фараона (имя неизвестно)
- Beg. N37 — неизвестно
- Beg. N38 — Пирамида фараона (имя неизвестно)
- Beg. N40 — Пирамида фараона (имя неизвестно)
- Beg. N41 — Пирамида фараона (имя неизвестно)
- Beg. N51 — Пирамида фараона (имя неизвестно)
- Beg. N52 — неизвестно
- Beg. N53 — Пирамида фараона (имя неизвестно)
- Beg. N55 — неизвестно
- Beg. N56 — Пирамида царевича (имя неизвестно)

## Галерея

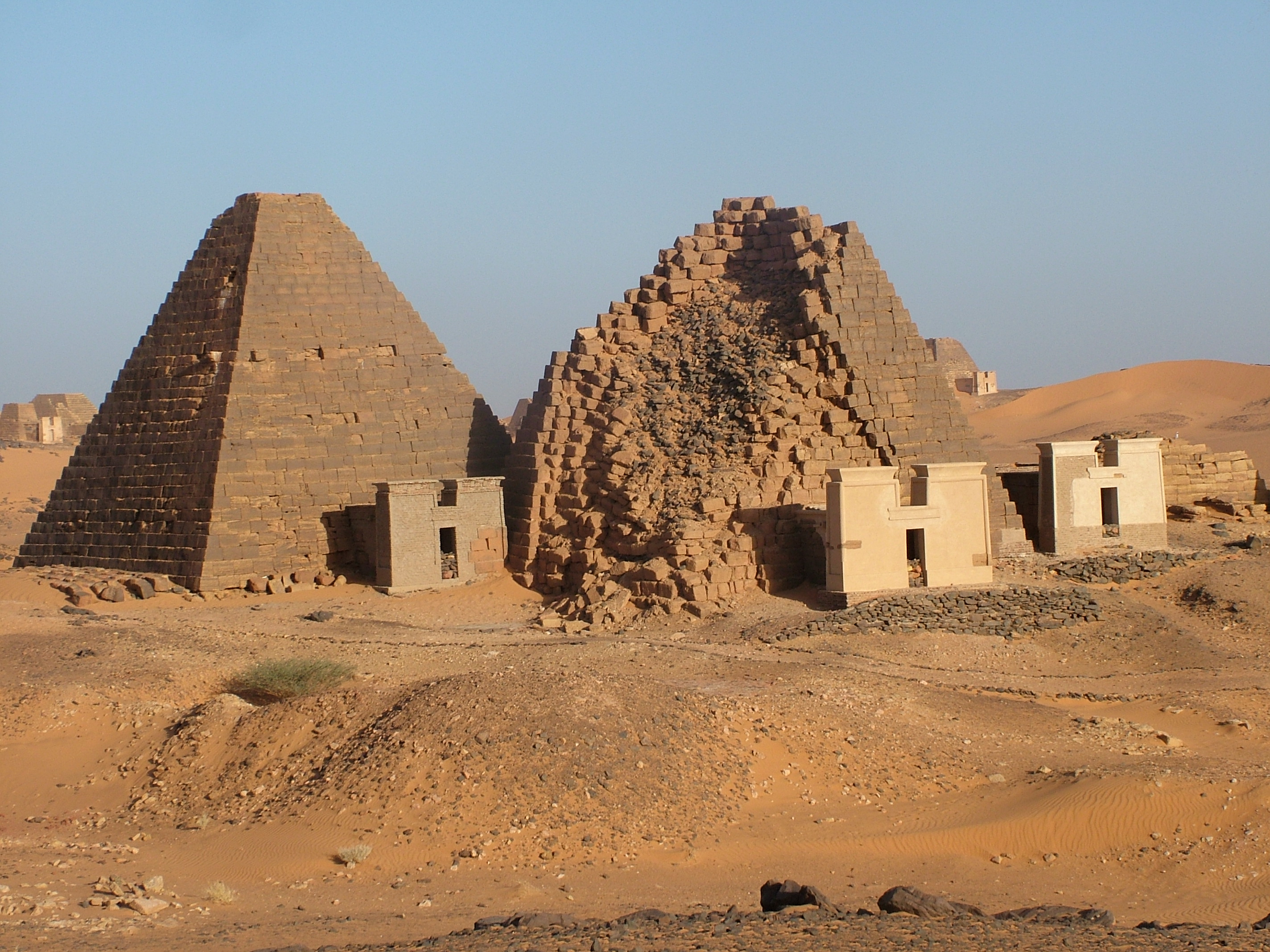
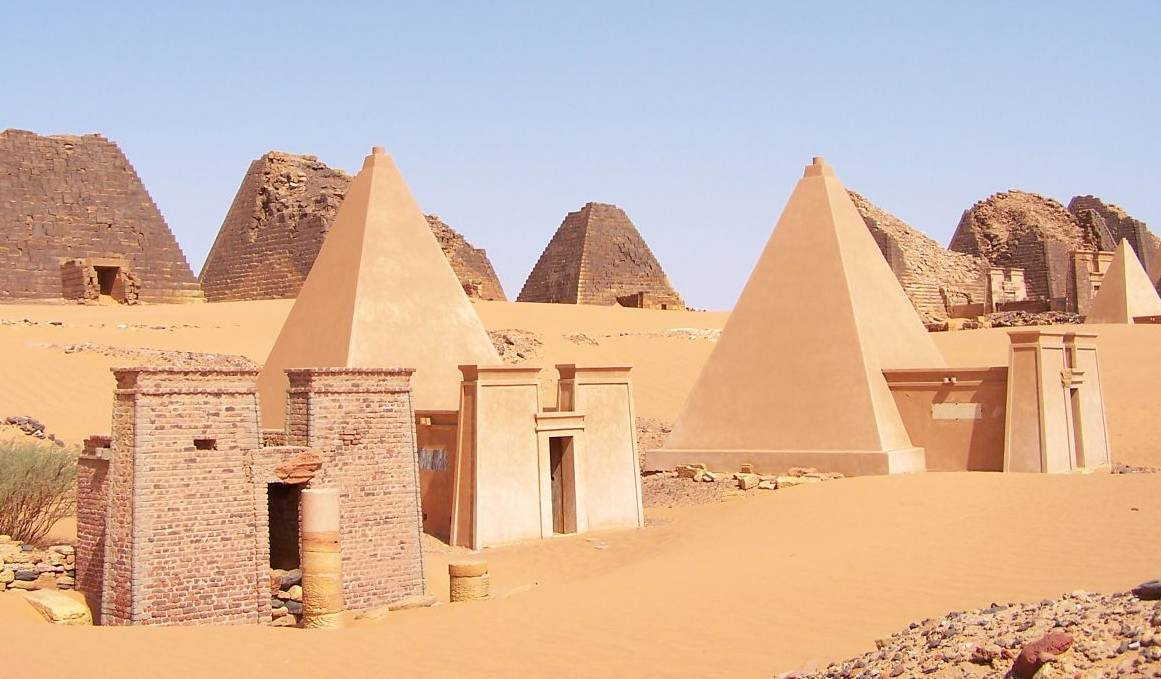
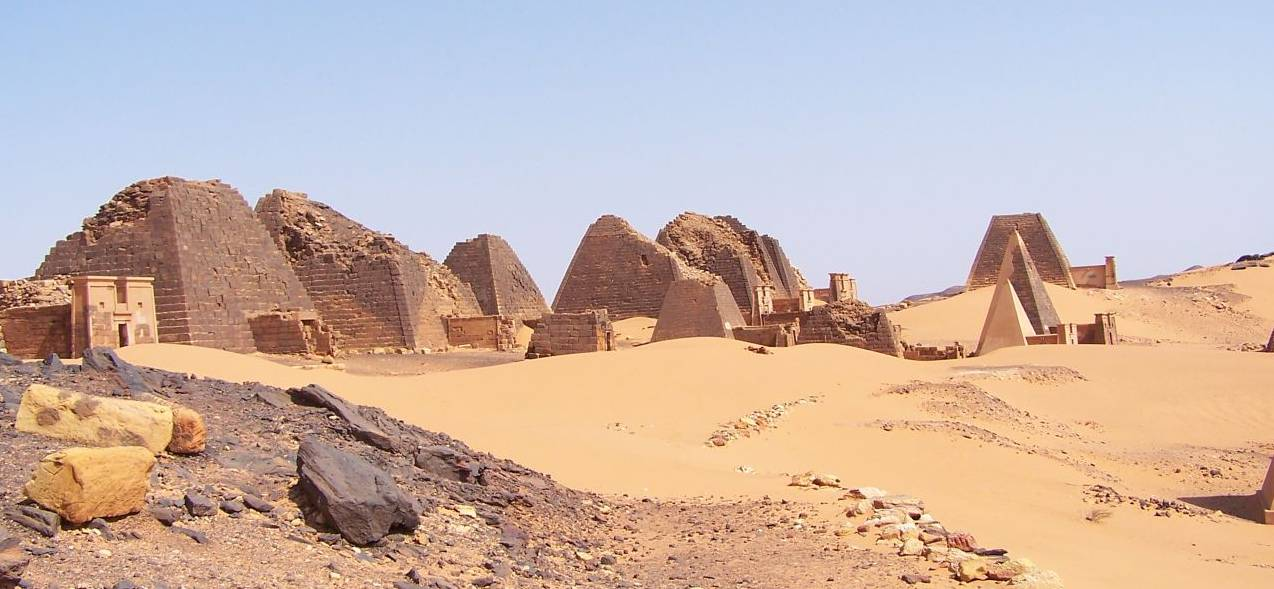
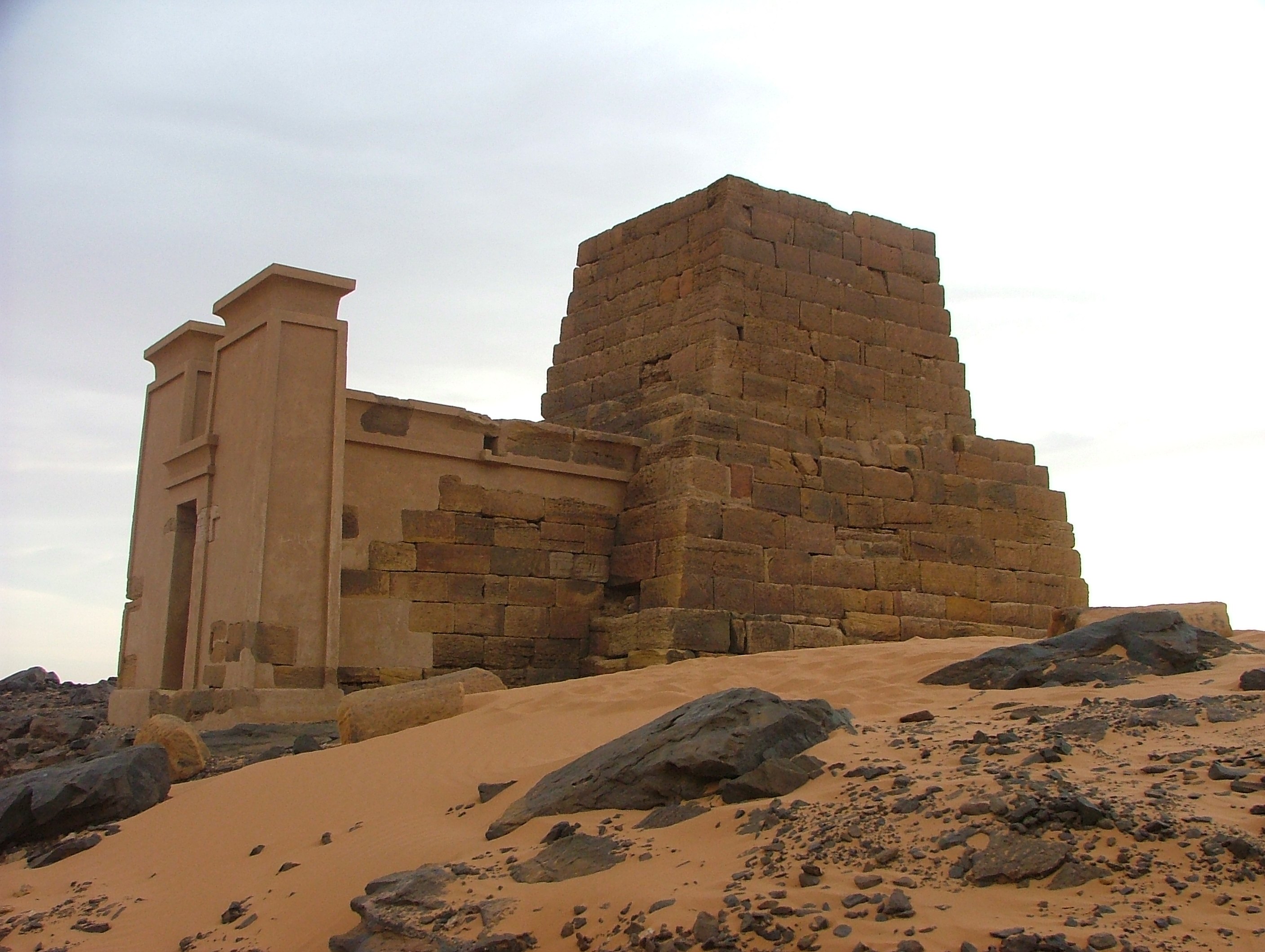
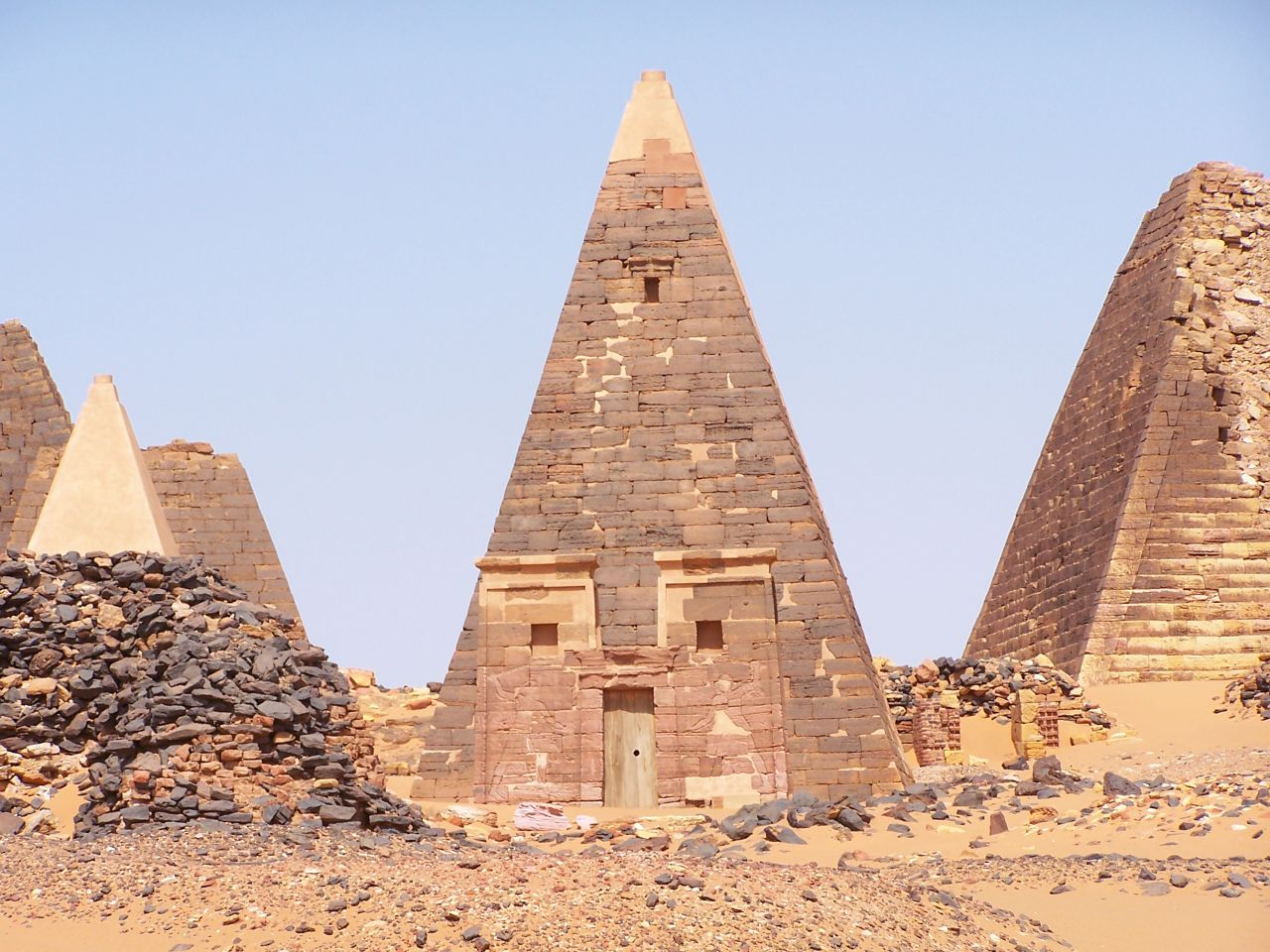
пирамиды Мероэ, Судан
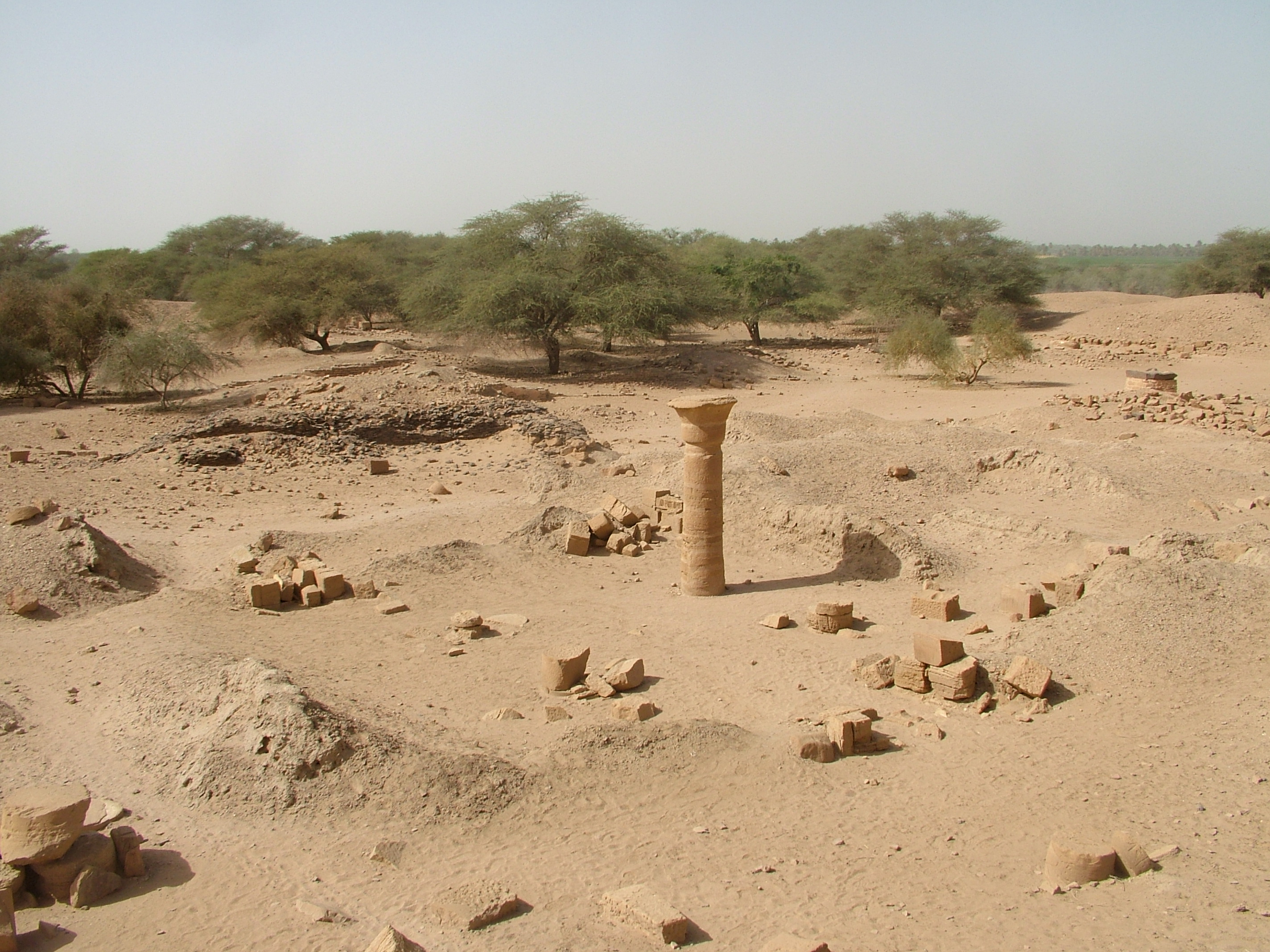